# Jevgeni Rijn

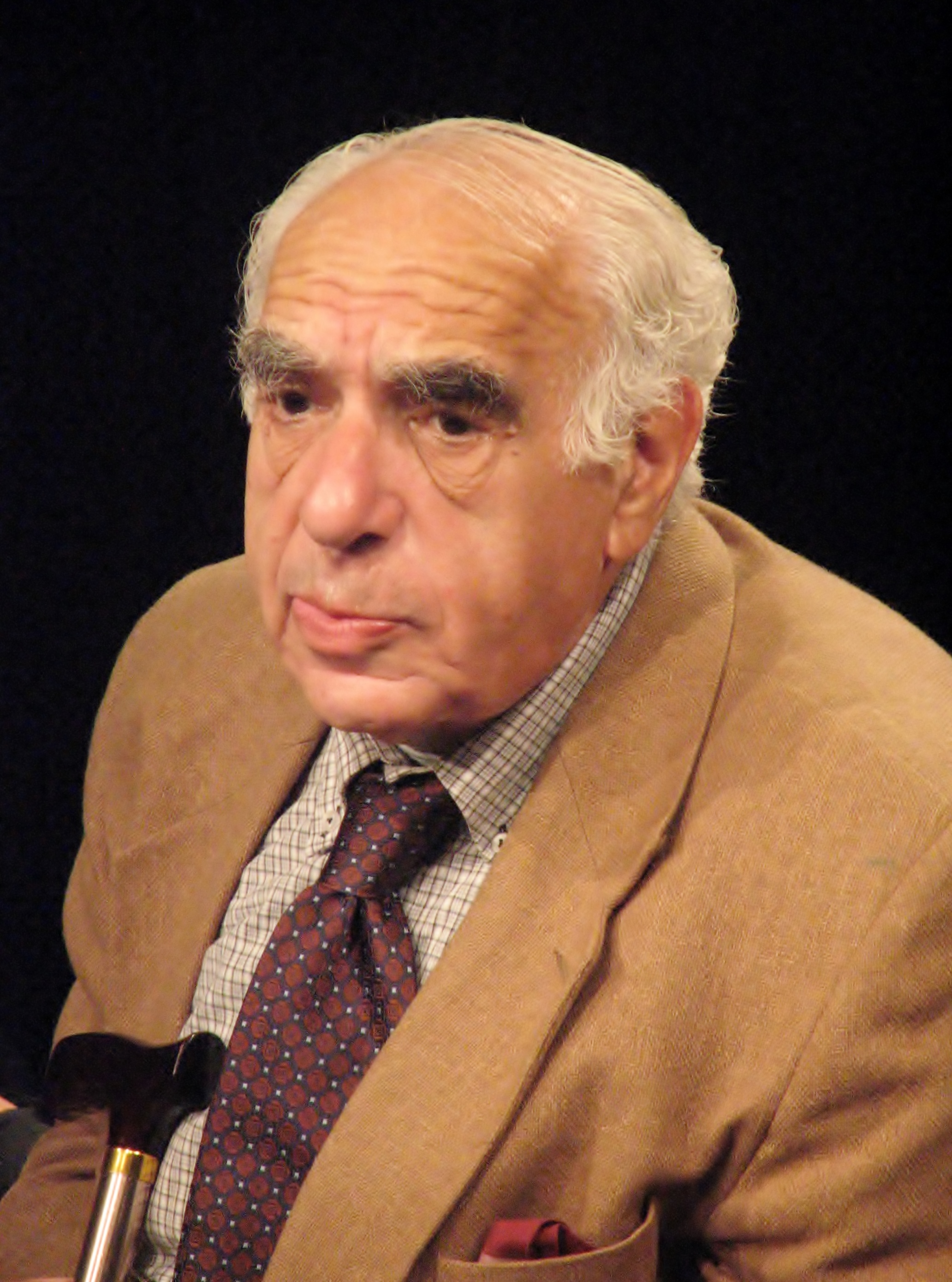
Jevgeni Rijn

Jevgeni Borisovitsj Rijn (Евге́ний Бори́сович Рейн, Leningrad, 29 december 1935) is een Russische dichter en schrijver. Zijn poëzie werd bekroond met de Staatsprijs van de Russische Federatie (1996), de Russische Poesjkinprijs (1997), de Tsarskoje Selo-kunstprijs (1997) en de Dichtersprijs (2012).
In de jaren zestig was hij, met Joseph Brodsky, Dmitri Bobysjev en Anatoli Najman, een van Anna Achmatova's leerlingen, een bekende dichtersgroep uit Leningrad. In 1961 introduceerde hij Joseph Brodsky bij haar. Sinds 1979 participeerde Rijn in de literatuur almanak "Metropol". Zijn gedichten werden gepubliceerd in de samizdat en ondergrondse publicaties.
Zijn eerste boek werd in 1984 gepubliceerd ("De namen van bruggen"), na een "zorgvuldige" censuur. In 1987, tijdens de perestrojka, werd hij lid van de Russische schrijversunie.
Rijn woont in Moskou.
- Bibliothèque nationale de France: cb13554232m (data)
- Gemeinsame Normdatei: 130813486
- International Standard Name Identifier: 0000 0000 7837 8741
- Library of Congress Control Number: n88608110
- Nationale Bibliotheek van Tsjechië: js20020925039
- Nationale Bibliotheek van Israël: 987007308918705171
- Nederlandse Thesaurus van Auteursnamen: 097147001
- LIBRIS: 86574
- SNAC: w6h99r3f
- Système universitaire de documentation: 050666347
- Virtual International Authority File: 97133325
- WorldCat: E39PBJp9rtcy8tr8FCBYrPgtKd